# Bzovská Lehôtka
Bzovská Lehôtka (in ungherese Bozókszabadi) è un comune della Slovacchia facente parte del distretto di Zvolen, nella regione di Banská Bystrica.